# De beaux lendemains (roman)
De beaux lendemains (titre original : The Sweet Hereafter) est un roman américain de Russell Banks paru en 1991. Ce livre est choisi en 1998 par Nancy Pearl, Directrice du Centre Washington pour le livre pour être le premier du programme "If All Seattle Read the Same Book".

## Résumé
Le roman se déroule dans un petit village au nord de l'État de New York, profondément bouleversé par l'accident d'un car scolaire au cours duquel la plupart des enfants du village ont péri.
L'histoire est racontée par le biais de quatre personnages qui s'expriment tour à tour à la première personne : Dolorès Driscoll, la conductrice du bus scolaire accidenté, violemment choquée par le drame ; Billy Ansel, le père de deux victimes, qui tombe peu à peu dans la dépression ; Mitchell Stephens, un avocat new-yorkais qui s'insinue dans les vies et s'acharne à trouver les responsables de l'accident en vue de poursuites en dommages-intérêts  ; enfin Nicole Burnell, une jeune survivante qui a perdu l'usage de ses jambes et qui est un précieux témoin de la tragédie.
L'auteur se met dans la peau de chacun de ces personnages. De douleurs en rebondissements, il s'attache à décrire leurs doutes et leurs failles, et dévoile leur complexité.

## Adaptation
- 1997 : De beaux lendemains (The Sweet Hereafter), film canadien réalisé par Atom Egoyan, avec Ian Holm et Sarah Polley - Grand Prix du jury au festival de Cannes 1997